# Мелитополски краеведски музей
Краеведският музей в Мелитопол (на украински: Мелітопольський краєзнавчий музей) е музей в Мелитопол, Украйна. В него са изложени предмети, свързани с историята и природата на региона. Музеят се намира в бившето имение „Черников“, построено през 1913 година.

## История
Колекцията на музея е установена през 1900 г., когато Мелитополското земство закупува колекция от 180 препарирани птици за 750 рубли. През 1910 г. колекцията на Земството е обединена с колекцията на Мелитополското реално училище. На 1 май 1921 г. Мелитополският окръжен музей е открит в сграда на улица Дзержински, а първият директор на музея е местният учител Д. Сердюков.
Към 1928 г. музеят заема три малки стаи и коридор. Трите зали включват историко-природен, етнографски и археологически отдели. Въпреки че музеят съдържа голям брой експонати, липсата на пространство и несистематичната организация на музейния материал, според бившия директор на музея Иларион Павлович Курило-Кримчак, правят достъпа до колекцията труден.
В началото на 30-те години на XX век, Курило-Кримчак започва мащабна консервационна работа, защитавайки природните резервати на Северно Приазовие от усвояване за селскостопански цели. Въпреки това през януари 1935 г. той е уволнен от музея и арестуван. По време на Втората световна война Курило-Кримчак е назначен от немския Рейхскомисариат за кмет на Мелитопол и възобновява работата си в музея като негов директор.
През 1967 г. музеят се премества в бившето имение „Черников“ на ул. „Карл Маркс“ (сега ул. „Михайло Грушевски“ ). От 1971 г. директор на музея е Борис Дмитриевич Михайлов. През 1972 г. в музея е създадена диорамата „Щурмът на линията Вотан на река Молочная през октомври 1943 г.“.
На 10 март 2022 г., след руското нападение над града, директорът на музея Лейла Ибрагимова е арестувана в дома си от руските сили и е задържана на неизвестно място, преди да бъде пусната в територия, контролирана от украинските сили по-късно. Появява се информация, че руските войски са откраднали колекция от скитско злато, открита от археолози през 50-те години на XX век. Според украинските власти, руските войски са плячкосали най-малко 198 златни предмета, редки стари оръжия, старинни сребърни монети и специални медали.

## Сграда на музея
Настоящата сграда, в която се помещава музея, е триетажното имение на търговеца Иван Черников от Втора гилдия, построено през 1913 година. Интериорът на сградата е богато украсен с художествена щукатура. Самият Иван Черников е избиран два пъти за председател на Мелитополския градски съвет – от 1891 до 1895 г. и от 1901 до 1905 година. По това време Братя Черникови притежават търговска къща, специализираща в доставки за производителите от Мелитопол. На първия етаж на имението се е помещавал магазин за шевни машини на американската компания Сингер, а двата горни етажа на къщата са изпълнявали функцията на жилищни помещения.
През 1917 г. семейство Черникови емигрират във Франция. От юни до октомври 1920 г. в сградата се помещава щабът на генерал Врангел. През 20-те и 30-те години на XX век в сградата се помещават трудови клубове. По време на Втората световна война в имението се помещава германското комендантство, а след освобождението на Мелитопол – комитетите на Комунистическата партия и местния Комсомол. В приземния етаж на сградата дълги години работи градската спестовна каса. През 1967 г. градските власти прехвърлят сградата на Краеведския музей.

## Колекции
Колекцията на Мелитополския краеведски музей се състои от около 60 000 предмета.
В него се съхранява уникална колекция от скитско злато от IV век пр. Хр., открито при разкопките на Мелитополския курган.
Музеят разполага с нумизматична колекция, включваща монети, ордени, медали, жетони, печати, значки и банкноти. Голяма част от експонатите в тази колекция включва предмети част от частна колекция от сребърни монети, случайно открита през 1986 година.
Колекцията от текстил отразява отличителните черти на различните квартали на Мелитопол. Колекцията от декоративни изкуства включва предмети от антични мебели, порцелан и керамика. Природната колекция включва геоложки, палеонтологични, ботанически, зоологически и ентомологични образци.
Музеят разполага с колекция от исторически снимки, книги и документи, представляващи свидетелства за икономическия, политическия и културния живот на Мелитопол. Художествената колекция включва произведения на художника Александър Григориевич Тишлер, който е родом от града. Друг важен предмет в колекцията е Мемориалният камък на Духобор, който е изсечен през XIX век от духоборци, заточени от село Богдановка, Запорожка област в Кавказ.

## Галерия
- Фауна от ледниковия период
- Скитски златен горит
- Препарирана дива свиня
- Фолклорна експозиция, представяща типичен интериор на украинска селска колиба от XIX век
- Диорама „Щурмът на линията Вотан на река Молочная през октомври 1943 г.“

## Препратки
1. ↑  "Просвіта". //    Архивиран от оригинала на 2013-10-29. Посетен на 2022-03-10.
2. ↑  Kuril-Krymchak Museum of Local Lore of Melitopol region (Ukr.) // Local lore : scientific journal. - Kharkiv: Ukrainian Committee of Local Lore, 1928. - № 7-10. - P. 74.
3. ↑  Образование, медицина, культура, спорт. //    Архивиран от оригинала на 2013-09-30. Посетен на 2022-03-10.
4. ↑  Образование, медицина, культура, спорт. //    Архивиран от оригинала на 2013-09-30. Посетен на 2022-03-10.
5. ↑  In occupied Melitopol, invaders kidnapped a deputy of regional council //  Rubryka.   Посетен на 2022-03-10.
6. ↑  Russian invaders steal Scythian gold from Melitopol museum, Prosecutor General’s Office of Ukraine says //  english.nv.ua.   Посетен на 2022-05-23. (на английски)
7. ↑  Gettleman, Jeffrey. Ukraine says Russia looted ancient gold artifacts from a museum. //  The New York Times.   2022-04-30. Посетен на 2022-05-23.
8. ↑  Ukraine says Russian forces looted Melitopol museum of Scythian gold //  UPI.   Посетен на 2022-05-23. (на английски)
9. ↑  Chukhraenko AA Stucco decorations of the building of the Museum of Local Lore // Melitopol Journal of Local Lore, 2018, №13, pp. 75-80 (in Russian).
10. ↑  Мелитопольский городской краеведческий музей - MGK Мелитополь //  www.mgk.zp.ua.    Архивиран от оригинала на 2019-09-08. Посетен на 2022-03-10.
11. ↑  Мелитопольский краеведческий музей / Музейний простір. Музеї України та світу //  prostir.museum.   Посетен на 2022-03-10.
12. ↑  Мелитопольский городской краеведческий музей - MGK Мелитополь //  www.mgk.zp.ua.    Архивиран от оригинала на 2019-09-08. Посетен на 2022-03-10.
13. ↑  Мелитопольский городской краеведческий музей - MGK Мелитополь //  www.mgk.zp.ua.    Архивиран от оригинала на 2019-09-08. Посетен на 2022-03-10.
14. ↑  Doukhobor Memorial Stone from the Village of Bogdanovka //  Doukhobor Heritage.   Посетен на 2022-03-10. (на канадски английски)